# Молдовська вулиця
Молдовська ву́лиця — вулиця в Шевченківському районі міста Києва, місцевість Шулявка. Пролягає від вулиці Митрофана Довнар-Запольського до тупика.

## Історія
Вулиця прокладена в 1940-х — на початку 1950-х років під назвою 866-та Нова. З 1953 року мала назву Молдавська. Сучасна назва, уточнена відповідно до чинного українського правопису — з 2018 року. 
У місці, де пролягає вулиця, з другої половини XIX століття на картах міста зображувалася Тюремна вулиця, яку було запланована до прокладання, але у дійсності її не було.

## Цікаві факти
Згідно з електронною Google-картою Києва, Молдовська вулиця має значно більшу довжину й дещо інший маршрут пролягання. Засвідчено окремий її відтинок біля північного периметру Зоопарку, де вона прилучається до Зоологічної вулиці . Ще один відокремлений фрагмент Молдовської вулиці розташований на північний захід від парку імені Івана Багряного й прилучається до вулиці Олександра Довженка (зокрема, тут містяться офісна будівля за адресою: вул. Молдовська, 2, а також пожежне депо ГУ ДСНС у м. Києві за адресою: вул. Молдовська, 3-а) .

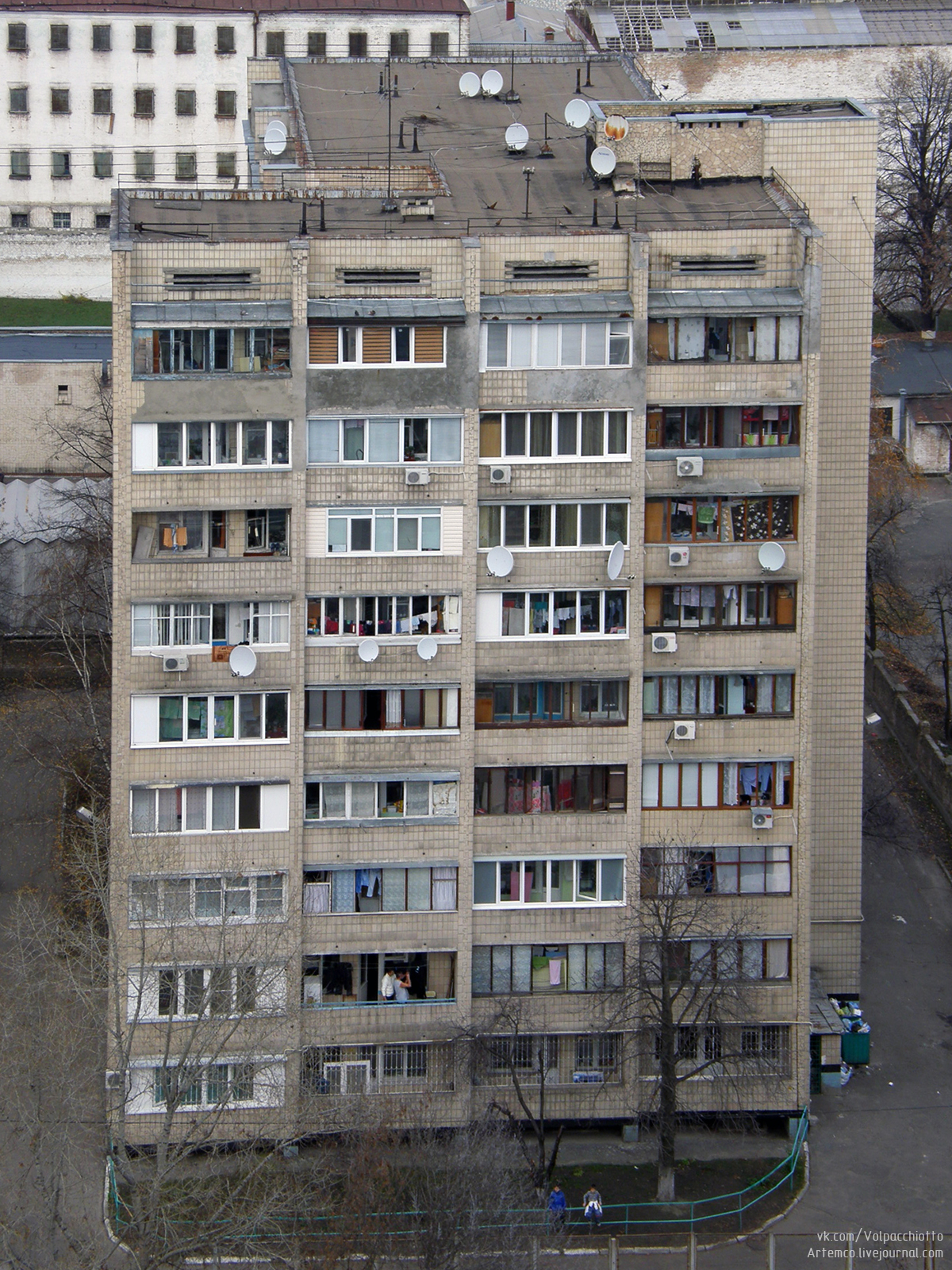
№ 5а, типовий проєкт 1-318-35/66
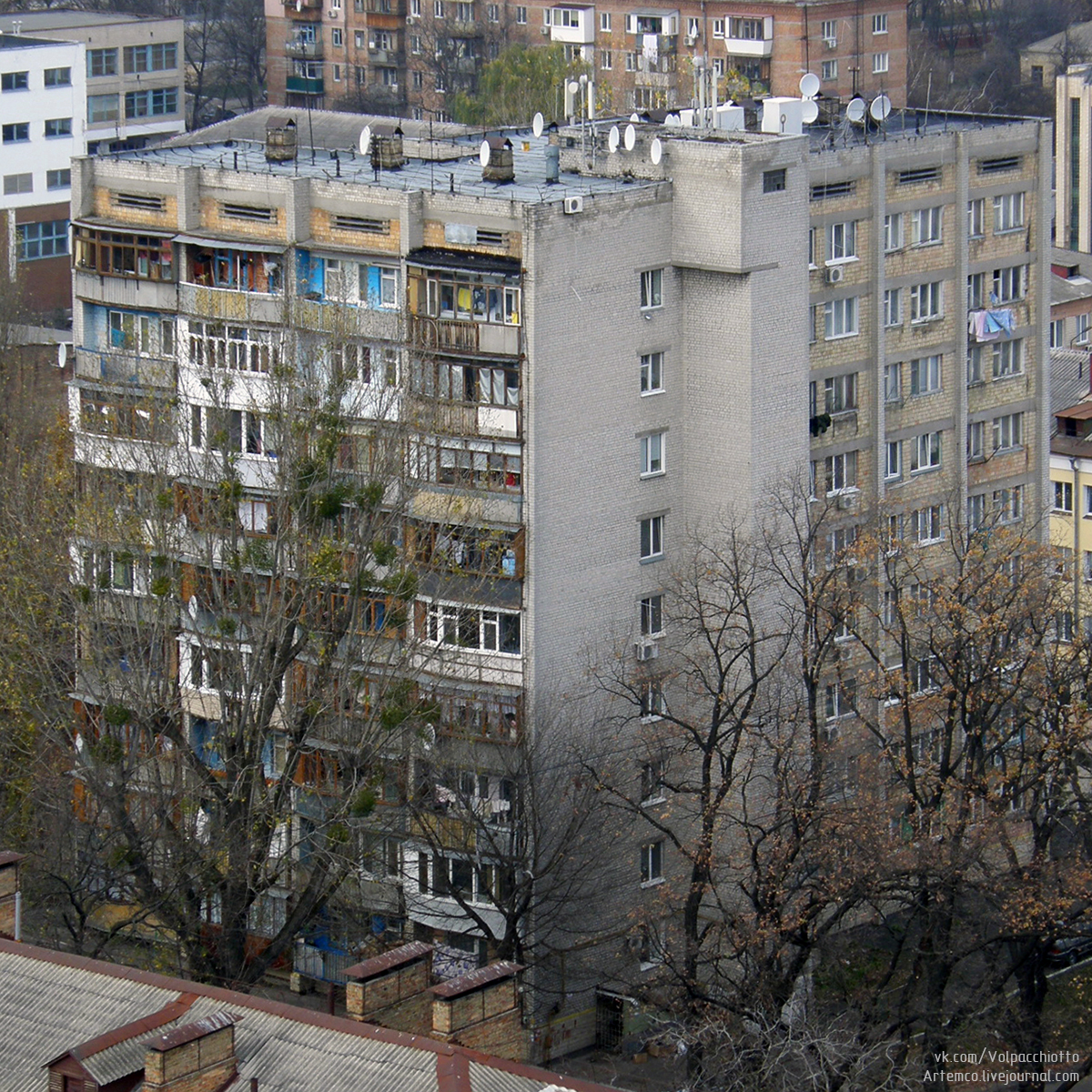
вул. Довнар-Запольського, 8а — фактично по вул. Молдовській, типовий проєкт 1-318-35/66, 1977 р.